# Her Convert
Her Convert é um filme mudo norte-americano de 1915, do gênero drama, distribuído pela General Film Company.

## Elenco
- Harry Carey
- Claire McDowell
- Charles West - (como Charles H. West)